# Ruedi Schegg
Ruedi Schegg (* 1946 in Oberriet; † Mai 2009 in St. Gallen) war ein Ostschweizer Kunstmaler.

## Biographie
Von 1961 bis 1965 absolvierte Schegg eine Ausbildung als Textilentwerfer in St. Gallen. Dort lernte er als Schüler von Willy Koch Naturzeichnen. Bei einem Aufenthalt in London begann er 1968 mit Aquarellmalerei, ein anschliessender beruflicher Aufenthalt in Málaga beeinflusste seine künstlerische Entwicklung stark. Deshalb begann er 1984 in Paris ein Studium an der Académie de la Grande Chaumière.
Längere und kürzere Aufenthalte in verschiedenen Städten und Ländern (Italien, Frankreich, Marokko) widerspiegeln sich in seinem Schaffen. In seinen letzten Lebensjahren hat er viele seiner spontanen Skizzen weiterverarbeitet. Farben und Formen rückten in den Vordergrund. Die für ihn wesentlichen Elemente wurden neu gestaltet, um eine Reduktion zu erreichen und einer Abstraktion näher zu kommen.